# België op de Paralympische Winterspelen 2014
België was een van de landen die deelnam aan de Paralympische Winterspelen 2014 in Sotsji, Rusland.

## Deelnemers en resultaten
(m) = mannen, (v) = vrouwen 

### Alpineskiën
| Paralympiër    | Onderdeel                | Resultaat | Prestatie |
| -------------- | ------------------------ | --------- | --------- |
| Jasper Balcaen | Slalom, staand (m)       | 29e       | 2:13.82   |
| Jasper Balcaen | Reuzenslalom, staand (m) | 23e       | 2:52.87   |

### Snowboarden
| Paralympiër | Onderdeel          | Resultaat | Prestatie |
| ----------- | ------------------ | --------- | --------- |
| Denis Colle | Snowboardcross (m) | 6e        | 1:50.32   |